# 「對準政權，誓爭民主」包圍政府總部行動
「對準政權，誓爭民主」包圍政府總部行動是指2014年11月30日晚至12月1日早上市民在学联和学民思潮号召下，对香港政府总部发起的包围行动。此次行动造成了雨伞革命发生以来第3大规模的警民冲突，僅次於9·28催淚彈驅散行動及11月25日至27日旺角清場后。
旺角清場后，學聯與學民思潮11月30日晚上在金鐘佔領區舉行晚會，香港專上學生聯會常委羅冠聰宣佈將行動升級，包圍政府總部。學聯亦在社交網站表示，由於政府漠視政治訴求，必須以行動回應，所以發起包圍政府總部行動，但強調行動必須冷靜克制。學民思潮發言人黎汶洛早前在大台發言，指是迫於無奈下才決定將行動升級，但必定會堅持非暴力原則，會以集體形式行動，不會主動挑釁警方，亦不會主動破壞公共設施。
香港警方对包围政府总部的示威者武力清场，更動用水炮，并逮捕多人，包括社民连副主席吴文远。12月1日下午，学联秘书长周永康见记者时，承认行动失败，向參與人士和受傷的示威者致歉，无意再升级。在激進行動因得不到市民支持下，為其後「佔中」三子提前自首和香港警方清場行動埋下伏筆。

## 晚會
學聯及學民思潮早前宣佈於11月30日下午6時開始，舉行「對準政權，誓爭民主晚會」，並揚言會把行動升級，呼籲市民帶齊裝備到金鐘，但事前拒絕透露行動內容。

## 包圍政總
學聯常委羅冠聰於晚上9時集會宣布「對準政權，包圍政總」，兵分幾路包圍政總各出入口，近千名集會者戴上頭盔和眼罩等裝備響應，瞬間湧到添馬公園近特首辦一帶。

### 特首辦附近對峙

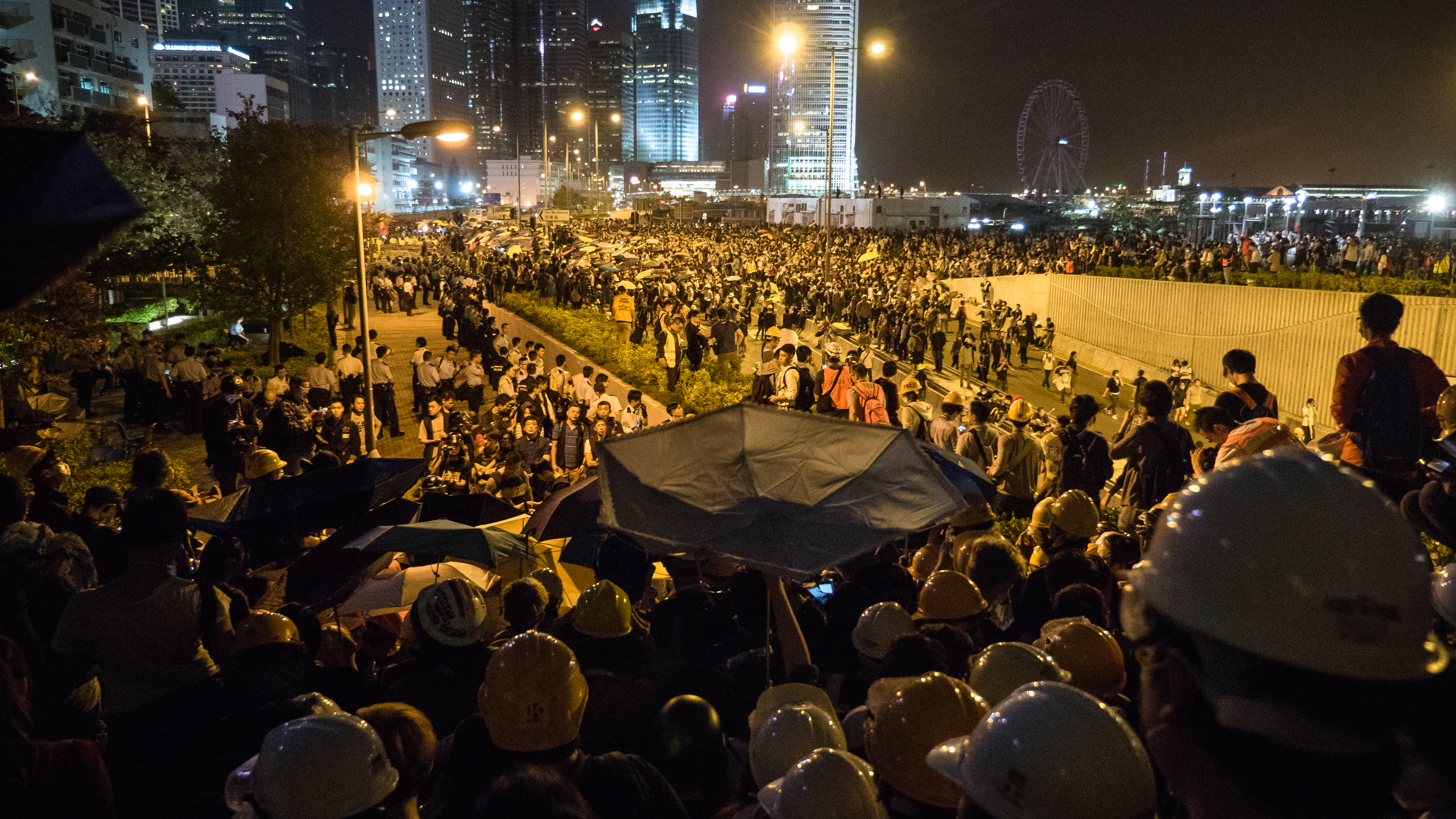
晚上10時，大批示威者趁龍和道東行線警力不足即衝出龍和道馬路，在5分鐘內已佔據東西行全線

示威者直逼特首辦，不過到添馬公園近特首辦樓梯時，遇到戴上防暴頭盔的「機動部隊」警察以一排鐵馬阻塞。晚上9時20分後，防暴警察開始噴灑胡椒噴霧，但未能趕走佔領人士。
晚上約9時半，警方「特別戰術小隊」搶上前，推開鐵馬並動用伸縮警棍向示威者進攻，把示威者推上由特首辦往添馬公園的樓梯，並制服多名示威者，把他們反綁雙手抬走。數十名示威者受傷，在添馬公園內由救護義工急救。

### 搶攻龍和道
晚上10時，大批示威者聚集在近海濱長廊一帶，趁龍和道東行線警力不足，即衝出龍和道馬路，在5分鐘內已佔據東西行全線。警員一度嘗試驅趕，與示威者爆發多次推撞，有手持自製盾牌的示威者推撞鐵馬，亦有人拋水樽、頭盔等雜物，又向警員用強光照射，有人向警員怒吼「出嚟隻揪吖！」，也有人辱罵警員「黑警」。警方則用警棍拍打示威者，又多次施放胡椒噴霧，其間有警員用手上的胡椒噴霧鐵罐猛力「鑿」向一名戴有頭盔的示威者面部。另一批示威者於龍和道立法會行人路，及龍和道的車路兵分兩路上下攻擊，示威者亦一度向警員噴射滅火劑。當行人路上的示威者築起數排的盾牌陣，企圖向東行推進時，穿上防暴裝備，手持盾牌及警棍警察立即驅趕，將多名示威者打傷，其中有自稱港大的學生，在衝突期間遭擊中頭部，血流披面，部份示威者被警察制服。坐在路邊雙手放在頭上被警方帶走。到10時50分，龍和道隧道已完全由示威者堵塞，佔據東西4條行車線，並在隧道內架起鐵馬，與警方多次在隧道內對峙，防止警方攻破防線。
警方深夜拘捕18男2女，包括社民連副主席吳文遠及香港大學化學系副教授蔡顯輝，並強烈譴責示威者非法佔據和堵塞道路，呼籲市民停止極不負責任及危險的行為。

## 午夜後清場
警方午夜後在龍和道再次清場，噴灑催淚水劑，於凌晨1時50分左右成功清場，清場歷時約20分鐘，警方出動水車清洗遺留現場的大量雜物。示威者分別朝夏慤道及中環碼頭退卻，在摩天輪附近與警對峙。。
凌晨約3時，示威者再次衝出龍和道行車線，重新佔據。

### 清場擴大及射水
早上7時左右，警察對仍然佔據龍和道的示威者開喉射水，把示威者從該道路擊退，被指責是發射水炮；同時警察以大包圍形式推進將清場範圍更擴大至添馬公園，帳幕被全數摧毀，有正睡覺的示威者被警察由帳幕內強行拉出，亦有急救員治理傷者時遭警察襲擊，表明身份後仍遭警察出言侮辱及暴力驅趕。警方後於記者會否認使用水炮，稱只是「噴射淡水」。
學聯秘書長周永康表示，前一晚的行動令在政總的公務員早上不能上班，某程度顯示行動成功。他又說，明白有示威人士對於昨晚圍堵政府總部的行動和部署有落差，亦知道有部分集會人士受傷，對此感到抱歉，學聯和學民會對今次行動負責。
在衝突中，有救護站義工一晚已為20多名傷者救治，警方則指有17名警員受傷。

### 警挑釁示威者及恐嚇強姦女生
清空龍和道及添馬公園後，警察在上午9時許把懸掛在海富中心往政府總部行人天橋上的多張巨型標語強行充金及摧毀。隨後便衣警員更驅趕和在橋上多次以舉中指、揮手及伸出舌頭及粗言穢語挑釁海富中心附近的佔領人士，警方又在天橋鼓掌，恥笑示威者，更曾恐嚇會強姦一名女示威者。明報記者目擊衝突前，有警員以粗口「耶X（Jesus's Dick）」斥責一批示威者，又稱「信咩天主教呀？耶穌咁教你？學X壞晒！」。期間有人對警員挑釁行為不報，抛擲水樽等雜物，大批警員接報到場增援到海富中心地鐵出入口，先跨過架在出入口的鐵馬，其後築成人鏈追打佔領者。事件造成3人受傷，其中一名懷疑便衣警員疑似裝作昏迷，全部送到瑪麗醫院治理，警方一度短暫封閉金鐘站A出口，並將案件列作襲警案處理。此外警察一度清除海富中心外示威者用鐵馬等雜物架設的障礙物，但示威者其後重新架設。
受衝擊事件影響，政府總部早上暫停開放，員工毋須返回總部並按應變計劃工作，至下午才重新開放。立法會大樓早上亦停止運作。

## 政府強烈譴責
港府發聲明態度強硬，強烈譴責佔領人士「有預謀、有組織」衝擊警方防綫，形容是「暴徒行為」。行政長官梁振英三度強調「是可忍，孰不可忍」，指市民要求清場呼聲愈來愈高。
保安局局長黎棟國對雙學號召示威者圍堵政府總部作最強烈譴責，形容圍堵政總行動是有組織及有系統，任何政府不能容忍，示威者的「暴徒」行為已背離和平集會的範疇，形容金鐘已瀕臨失控。他重申示威者向警方投擲包括胡椒粉等物品，以強光照向警員及噴滅火劑，警方亦搜出木棍及磚頭等物件。

## 雙學承認行動失敗致歉
包圍政總行動備受批評，不少指摘學生領袖未出現在前線，叫人去圍堵，自己卻在後方。學聯秘書長周永康見記者時，改口承認行動失敗，需要思考其他手段，暫無意再升級。「雙學」代表晚上到金鐘大台發言，並為升級行動所引起不少戰友受傷而鞠躬道歉。學民思潮宣佈，召集人黃之鋒在內的3名成員將進行無限期絕食，要求全國人大常委會撤回831政改決定，並要求港府重啟對話。
周永康在同年12月底雨傘革命結束後接受媒體報道時亦表示，承認行動完全失敗，責任在於學聯籌備不足，未能與群眾溝通和協調。
學聯在這次行動的失敗，加上泛民主派立法會議員發表聲明，要求學聯和學民思潮宣布結束行動升級和呼籲退場，不應滲入暴力元素，為之後警方清場埋下伏線。
多間大專院校學生會因不滿學聯的抗爭手法，而且缺乏部署。在佔領行動結束後，開始籌劃退聯的準備。